# テオドリック1世
テオドリック1世 （Theodoric IまたはTeodoredo I、?年 - 451年）は、西ゴート王。アラリック1世の庶子、または義理の息子とも言われている。

## 勢力の拡大
418年、テオドリック1世はワリアの後継者として即位した。ローマ人たちは、ワリアに西ゴート族を連れてイベリア半島からガリアへ移るよう命じていた。テオドリック1世は、ガリア・アクイタニア、ノウェンポプラニア、ガリア・ナルボネンシスへの西ゴート族定住を完了させ、その後西ローマ帝国の衰退に乗じて領土を南へ拡大した。
ホノリウス帝の死後423年にヨアンネスが帝位を簒奪すると、内乱がローマ帝国内で発生した。テオドリック1世はこの状況を利用して、重要な道路の交差路であったアルルを攻略しようとしたが、マギステル・ミリトゥムのアエティウスがフン族の協力を得てアルルを救った。
西ゴート族は条約を結んで、ガリア貴族を人質として獲得した。のちに皇帝となるアウィトゥスはテオドリック1世を訪問し、西ゴートの宮廷に滞在してテオドリックの息子たちに学問を教えた。
435年にフランク族がケルンやトリアーを略奪すると、ローマ人たちは彼らを征伐することを考えた。テオドリック1世は、地中海やピレネー山脈とのアクセスの良いナルボを攻略する絶好の機会ととらえた。しかしフン族の協力を受けたリトリウスはナルボ攻略を阻止し、西ゴート族を彼らの首都トローサへと駆逐した。テオドリックの和平の申し出は拒絶されたが、王はトローサで決定的な勝利を収めた。負傷したリトリウスは西ゴートに囚われたまま死亡した。アエティウスの命令でアウィトゥスはトローサへ向かい、和平を申し出てテオドリックはこれを受け入れた。おそらく当時、ローマ人は西ゴート族国家の主権を認めたのである。

## ヴァンダル族との反目
テオドリック1世の娘は、ヴァンダル族の王ガイセリックの息子であるフネリックの妻となっていた。しかしフネリックはのちにウァレンティニアヌス3世の皇女エウドシアを娶ろうと画策した。そのためフネリックはテオドリックの娘を、夫を殺そうとしたとして告発し、444年に父親の元へ送り返した。この一件がもとで、西ゴート族とヴァンダル族の関係は険悪化した。
アエティウスの敵で、元マギステル・ミリトゥムのセバスティアヌスが444年にトロサへやってきた 。そこでアエティウスとの不自然な関係が露呈し、テオドリックはバルセロナを乗っ取った歓迎せざる訪問者を追い払い、450年にガイセリックの命令で彼を処刑した。
テオドリックはスエビ王レキラと敵対していた。446年のスエビ遠征で、西ゴート軍はローマの将軍ウィトゥスを補佐していたからである。しかし、強力な防衛力を持つスエビの能力、ヴァンダルとローマ帝国の関係正常化に伴い、テオドリックは対外政策を転換した。449年、テオドリックはスエビの新王となったレキアルと自らの娘を結婚させている。西ゴート軍の助けを借りたセビリアのイシドールスによれば、帰国の途に着いたレキアルは、カエサルアウグスタ市周囲を荒廃させ、狡猾な手段を用いてリェイダを獲得した。

## 反フン族同盟
アッティラが自軍を率いて西欧へ進軍してくると、最終的にガリアを征服した。アウィトゥスは、対フン族のためテオドリックと長年敵対するアエティウスの同盟を画策した。フン族が自らの王国を侵す事を理解していたテオドリックは、この連合を承諾したと思われる。息子のトリスムンドとテオドリックを含む全軍で彼はアエティウスに加勢した。
451年6月、西ゴート＝ローマ連合軍はシウィタス・アウレリアノルム（現在のオルレアン）を救い、アッティラを撤退させた。

## カタラウヌムの戦い
451年6月、カタラウヌムの戦い（トロワ近郊）で連合軍はフン族と会戦した。右翼をテオドリックが、左翼をトリスムンドが指揮した。テオドリックの軍は西ローマの防衛に貢献したが、彼はこの戦いで戦死した。東ローマ帝国の官僚ヨルダネスは、テオドリックの死を伝える2つの説を記している。1つは、戦闘中に落馬して馬に踏みつけられて絶命したというもの、もう1つは東ゴート貴族のアンダギスの投槍に貫かれたというものである。テオドリックの遺体は戦闘の翌日に発見された。ゴートの慣習に則って、テオドリックの遺体は戦士たちの慟哭で迎えられ、戦場で火葬された。その後すぐ、息子トリスムンドが王位についた。

## 参照
- G. Kampers: Theoderid. In: Reallexikon der Germanischen Altertumskunde. vol. 30 (2005), p. 419-421.
- Wilhelm Enßlin: Theoderich I. In: Realencyclopädie der Classischen Altertumswissenschaft, vol. V A 2, col. 1735-1740.